# Imperator Aleksandr III (nave da battaglia 1914)
L'Imperator Aleksandr III (in russo Император Александр III?) fu una corazzata della Voenno Morskoj Flot Rossijskoj Imperii russa, terza ed ultima unità della classe Imperatrica Marija; completata troppo in ritardo per avere un ruolo attivo negli eventi della prima guerra mondiale, la nave entrò in servizio nel luglio del 1917 con la Flotta del Mar Nero dopo essere stata rinominata Volja (in russo Воля?) dal nuovo governo repubblicano. Catturata dai tedeschi a Sebastopoli nel giugno del 1918, la nave fu poi presa in consegna dai britannici alla fine della prima guerra mondiale, per passare quindi all'Armata Bianca anti-bolscevica nel novembre del 1919, venendo rinominata General Alekseev; combatté nella guerra civile russa, per poi finire internata con il resto della flotta a Biserta, dove fu demolita dalle autorità francesi nel 1936.

## Storia
Impostata nei cantieri navali di Nikolaev il 30 ottobre 1911 contemporaneamente alle altre due unità della sua classe, la sua costruzione proseguì a rilento a causa di vari ritardi provocati da modifiche del progetto originario; la nave fu infine varata il 15 aprile 1914 con il nome di Imperator Aleksandr III in onore dello zar Alessandro III di Russia, ma il suo completamento proseguì a rilento a causa della priorità data alle sue due sorelle, in uno stato di realizzazione più avanzato. La nave fu infine completata e trasferita a Sebastopoli per le prove in mare nel luglio del 1917: per quella data il regime dello zar era caduto dopo gli eventi della rivoluzione di febbraio, ed il nuovo governo repubblicano decise di rinominare la nave Volja ("Libertà" in russo); benché ufficialmente il conflitto non fosse ancora concluso, la nave non vide alcuna azione bellica durante gli eventi finali della prima guerra mondiale nel Mar Nero.
Il trattato di Brest-Litovsk del 3 marzo 1918 pose fine al conflitto per la Russia, ed i tedeschi procedettero all'occupazione dei territori dell'Ucraina: il 1º maggio 1918, poco prima dell'occupazione tedesca della città, la Volja e la gemella Imperatrica Ekaterina Velikaja (ora Svobodnaja Rossija) lasciarono Sebastopoli con equipaggi improvvisati, rifugiandosi a Novorossijsk; qui le due unità ricevettero il 19 giugno seguente l'ordine di autoaffondarsi per non cadere nelle mani dei tedeschi, ma l'equipaggio della Volja, composto in maggioranza da ucraini, decise di non obbedire e di rientrare il giorno stesso a Sebastopoli. Una volta in porto l'equipaggio fu sbarcato e la nave posta in disarmo; un equipaggio tedesco prese possesso dell'unità il 1º ottobre, facendo una breve uscita in mare il 15 ottobre seguente nonostante molti dei suoi cannoni fossero stati messi fuori uso. L'11 novembre 1918 la prima guerra mondiale ebbe termine, ed in base ai termini dell'armistizio di Compiègne i tedeschi ricevettero l'ordine di consegnare le unità navali sotto il loro controllo ai britannici: il 24 novembre l'incrociatore leggero HMS Canterbury giunse a Sebastopoli per prendere in consegna la corazzata; un mese più tardi la Volja fu condotta ad İzmit, in Turchia, da un equipaggio britannico proveniente dalla corazzata HMS Agamemnon, che scortò la nave durante il suo viaggio.
Dopo essere rimasta internata in Turchia, il 29 ottobre 1919 la nave fu riportata a Sebastopoli da un equipaggio britannico e qui consegnata alle truppe anti-bolsceviche del generale Pëtr Nikolaevič Vrangel'; la nave fu quindi ribattezzata General Alekseev, venendo impiegata dalle truppe bianche negli scontri contro l'Armata Rossa in Crimea, effettuando numerosi bombardamenti costieri nonostante solo tre dei suoi cannoni principali fossero operativi. Nel novembre del 1920, con il collasso delle armate bianche nel sud della Russia, la General Alekseev ed i resti della Flotta del Mar Nero salparono da Sebastopoli cariche di truppe e profughi civili in fuga davanti all'avanzata dell'Armata Rossa: dopo aver fatto tappa ad Istanbul, la cosiddetta "flotta di Vrangel'" fece quindi rotta per Biserta, nella Tunisia allora colonia francese, dove fu internata dalle autorità locali. Dopo il riconoscimento ufficiale da parte del governo francese dell'Unione Sovietica, le unità internate a Biserta furono infine restituite ai sovietici nel dicembre del 1924: la General Alekseyev, ormai completamente inoperativa, fu trattenuta dai francesi come riparazione per i mancati costi di ormeggio da parte dei russi, finendo poi demolita nel 1936.
I cannoni della corazzata furono conservati in magazzino a Biserta, venendo poi venduti dalla Francia alla Finlandia nel gennaio del 1940, poco dopo lo scoppio della guerra d'inverno tra il paese e l'URSS; otto dei cannoni principali da 305 mm arrivarono alle autorità finlandesi, mentre gli altri quattro (oltre a diversi pezzi secondari da 130 mm) furono catturati dai tedeschi nel porto norvegese di Narvik nell'aprile del 1940, dopo la loro invasione del paese. I tedeschi utilizzarono i pezzi da loro catturati per equipaggiare alcune fortificazioni sull'isola di Guernsey, mentre i finlandesi impiegarono quattro dei cannoni in postazioni di artiglieria costiera a Isosaari e Mäkiluoto, altri due per riparare dei cannoni ferroviari abbandonati dai sovietici ad Hanko, e gli ultimi due come riserva per i precedenti; uno di questi ultimi è in mostra al museo dell'artiglieria costiera finlandese di Kuivasaari.